# Bill Pohlad
Bill Pohlad (Minnesota, 30 de novembro de 1955) é um cineasta e produtor cinematográfico norte-americano. Como reconhecimento, foi nomeado ao Oscar 2012 na categoria de Melhor Filme por The Tree of Life.